# コンウィ
コンウィ（英: Conwy, [ˈkɒnwi], ウェールズ語: [ˈkɔnʊɨ] ( 音声ファイル), 英語の綴りはConwayとも）はウェールズ北部コンウィ・カウンティ・バラにあり、同名の川の河口のコミュニティ。旧市街は城壁に囲まれ、中世から集積地であった。多数の古建築が残る人気の観光地で、城壁は世界遺産の「グウィネドのエドワード王時代の城砦と城壁（Castles and Town Walls of King Edward in Gwynedd）の構成要素である。

## 概要
13世紀、ウェールズ遠征の拠点としてイングランド王エドワード1世がコンウィ城を築いた。
川の対岸にデガンウィ（英語）をのぞむこの町は、その昔、グウィネズの一部で、さらに時代をさかのぼるとカーナーヴォンシャーに属していた。2011年国勢調査によると、観光地として人気がある地域人口はデガンウィとランディドノウ（en）と合算して1万4753人。カウンティ・バラの人口は推定11万6200人（2015年6月30日時点）、コンウィに限定すると住民は4065人である（2011年国勢調査）。
町の名前「コンウィ」Conwy の由来は、古ウェールズ語の cyn （長＝おさ）と gwy （水、流れ）からなり、川も古名を「シンウィ」Cynwy といった。

## 歴史

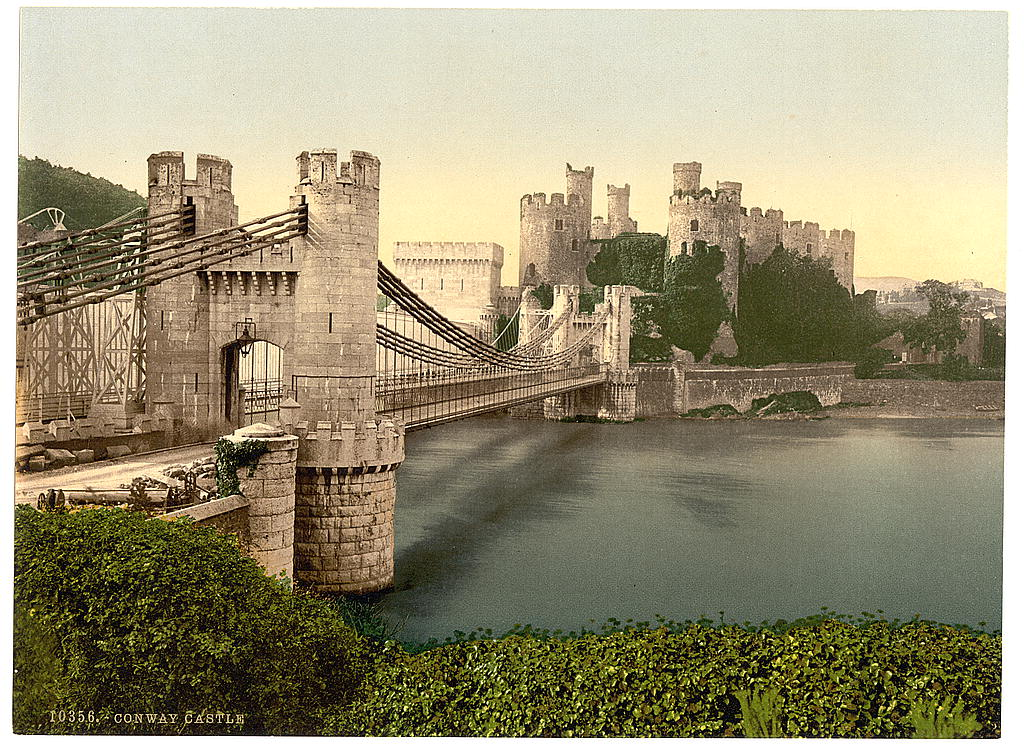
「城と吊り橋」1890年–1900年頃

### 城砦都市

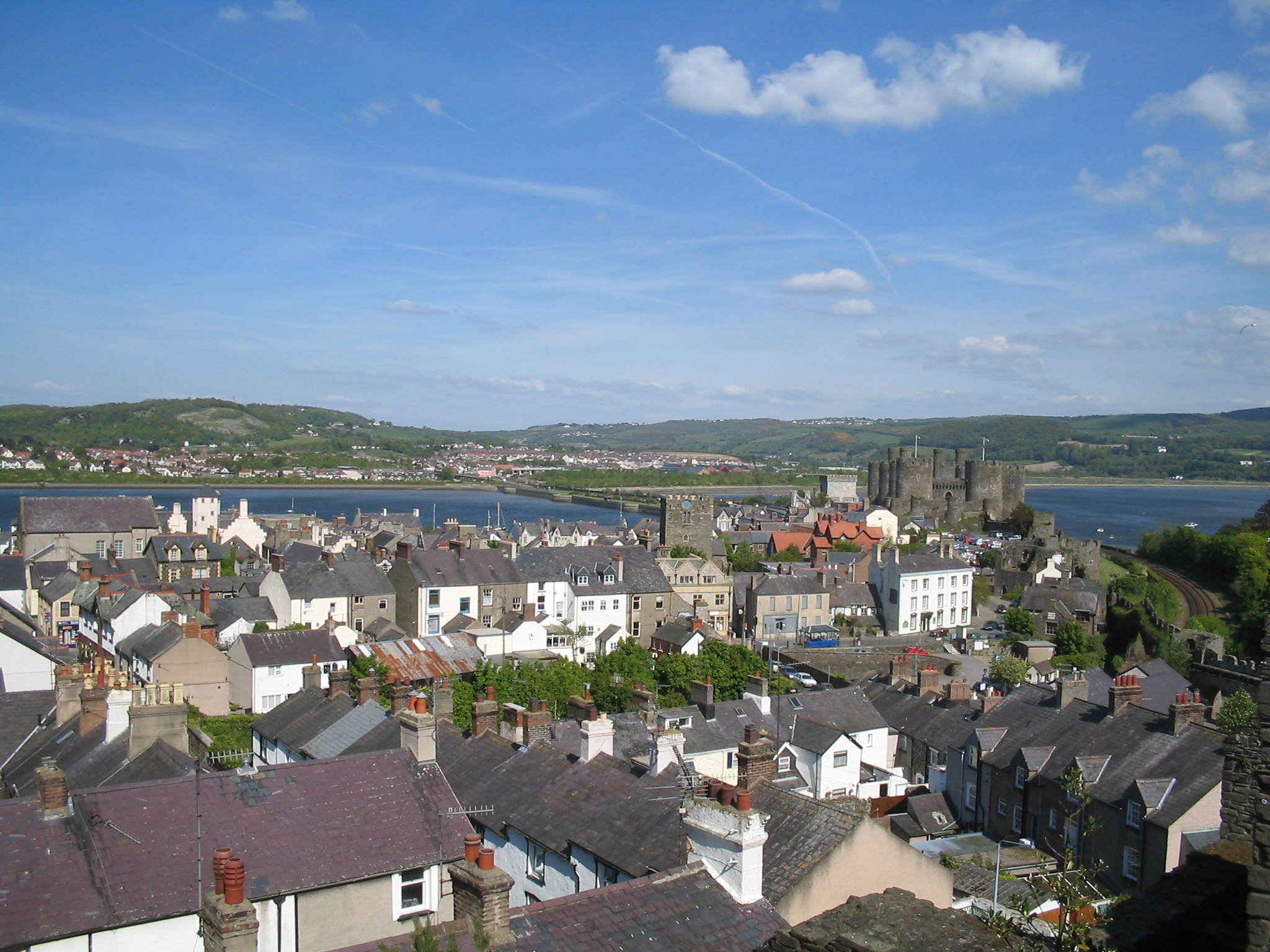
城壁（en）から眺めた旧市街

コンウィ城と旧市街を取り巻く城壁はエドワード1世の命令を受け、王がウェールズの貴族（en）征服に乗り出した1283年から1289年頃に築かれた。城壁が完成すると、14世紀にその内側にまず最初に教会群が建った。それ以前からの建造物は城壁の東南側に残る壁と塔の遺構で、大サウェリンとその孫息子の末代公サウェリンの宮殿・宮城（llys）があったと考えられる。岩の斜面に立ち付属の塔にアプスがある点、ウェールズ独得の4つ窓をほどこしてある点を見ると、イングランド人が建てた城壁と容易に識別できる。建造時期は13世紀初頭に始まり、大サウェリンが手がけた御殿（llysoedd）として最も特徴を残している。
城壁に囲まれた旧市街生まれの人には「ジャックドー」Jackdaws というあだ名がある。城壁に巣をかけるカラスの仲間がいるからで、2011年に解散するまでコンウィ旧市街に「ジャックドーの会」という親睦組織があった。
コンウィには1841年時点で1358人が暮らしていた。

### 吊り橋
コンウィの景観をなす吊り橋はトーマス・テルフォードの設計により、橋の支柱は城のタレットとデザインをそろえてある。城のすぐ横に橋を架けた1826年以前は、コンウィ川の両岸を渡し船が結んで人貨を運んでいた。現在、橋は歩行者専用で、橋守りの宿舎とともにナショナル・トラストが管理する。

### 鉄道橋
コンウィ鉄道橋（en）は筒状の橋で設計はロバート・スティーブンソン（en）が手がけ、チェスター・ホリヘッド鉄道（en）が走った。最初の筒型構造は1848年に架かり、まもなく第2号が1849年に完成する。現在も北ウェールズ海岸線（en）が利用し、旧市街にある駅（英語）に発着する。市内外をつなぐ近代的な橋は数基あり、自動車道55号線（A55）（英語）が川を横切る地下トンネルは、イギリスで最古のチューブ型川底トンネルで、工期は1986年から1991年まで費やした。峠越え（英語）をして Dwygyfylchi 方面と Penmaenmawr 方面に至る旧道は、コンウィ山の麓をめぐる。

### イギリスでいちばん小さい家

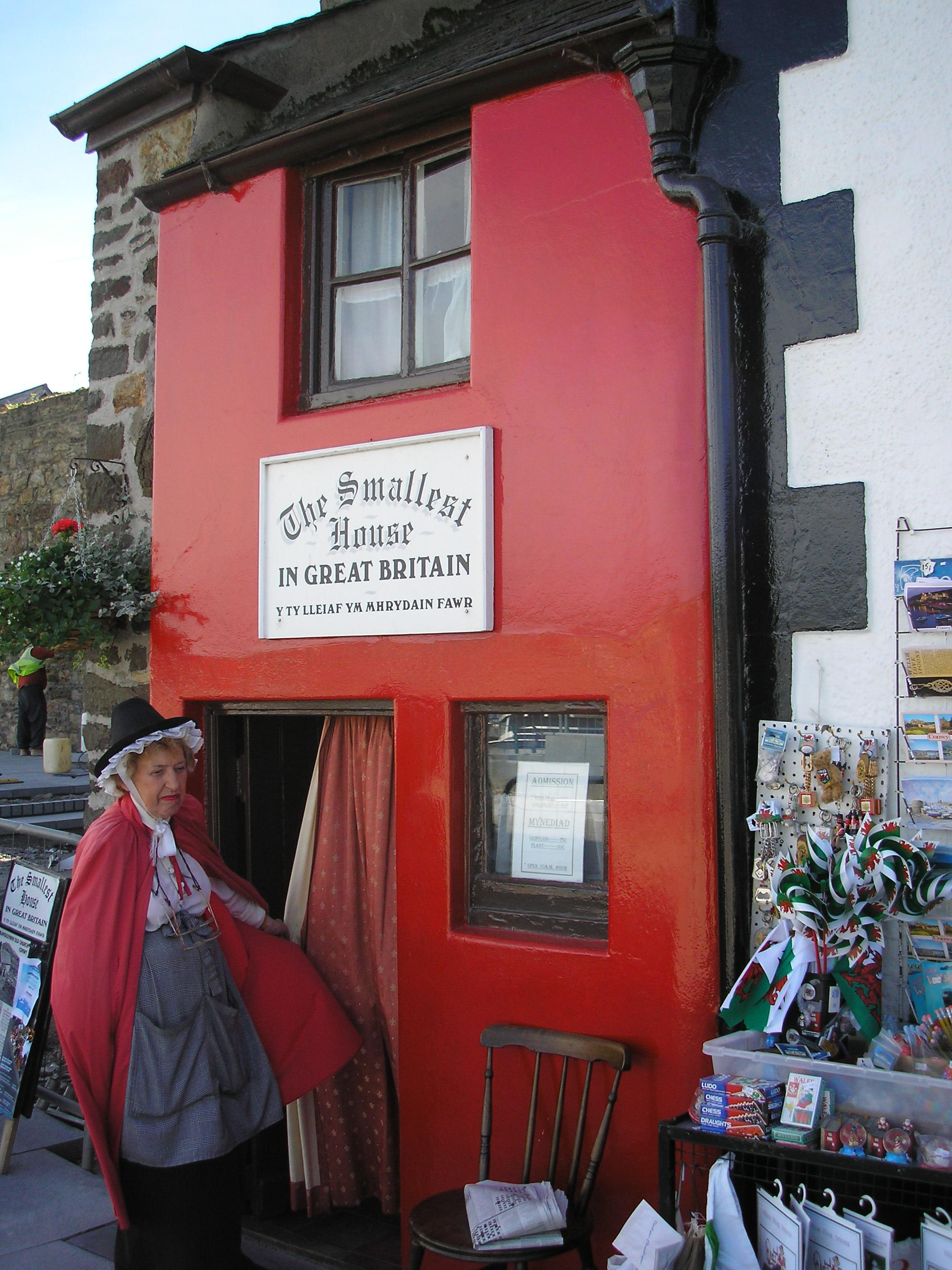
イギリス最小の家の外観

岸壁には間口1.8 m、奥行き3.05 m の建物が立ち、イギリスで最小の家としてギネス世界記録に登録された。16世紀以来、住人が絶えることなく代替わりしており、一時は子ども連れの家族が暮らしたこともある。ところが1900年、当時の家主は身長 6-フート (1.8 m) の漁師で名前をロバート・ジョーンズと言い、健康に悪いからと退去を命じられている。まともに立つこともできないほど部屋が狭かったからだが、その後も血縁者が引き継ぎ、少額の料金を取って見学させている。

### 中世の見張り塔
湿地の対岸にある館は Bodysgallen と呼ばれ、中世の塔がある。おそらくコンウィ城の兵士が見張りに立ったものと考えられる。

## ギャラリー
コンウィの発展を絵画や写真で振り返る。

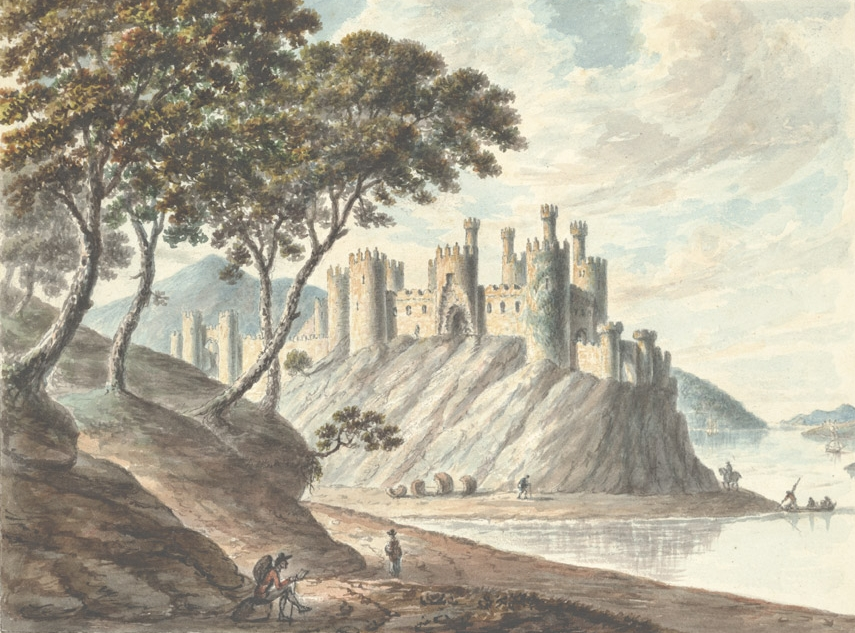
橋がない時代のコンウィ城（1795年）
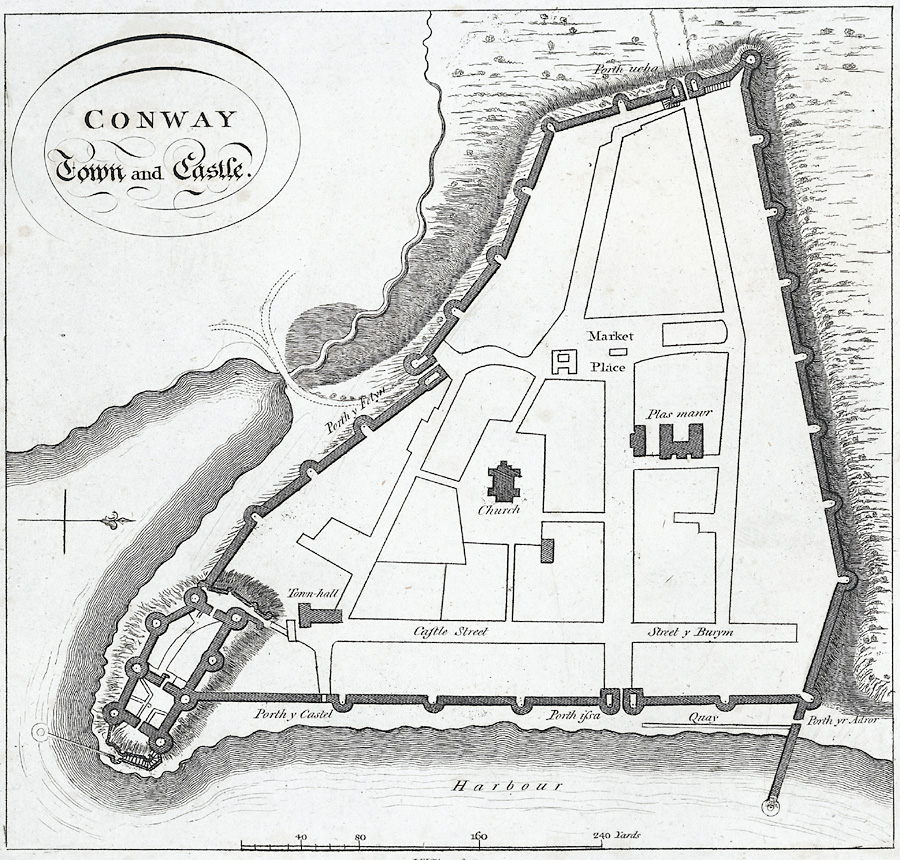
コンウィの地図。市街と城砦（1800年）
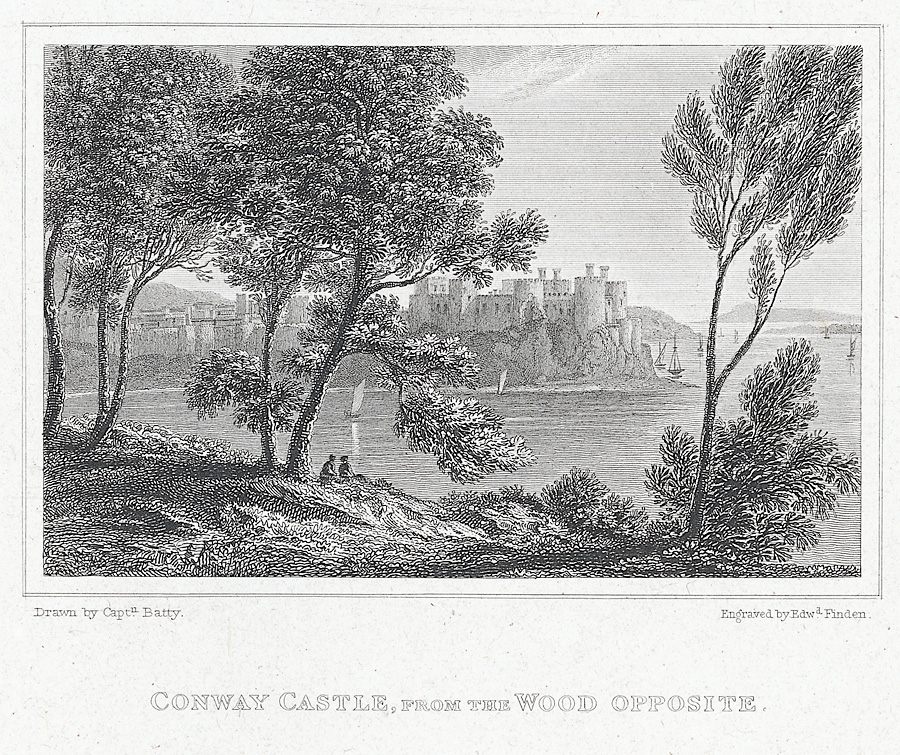
「木の間越しに眺めるコンウィ城」1823年
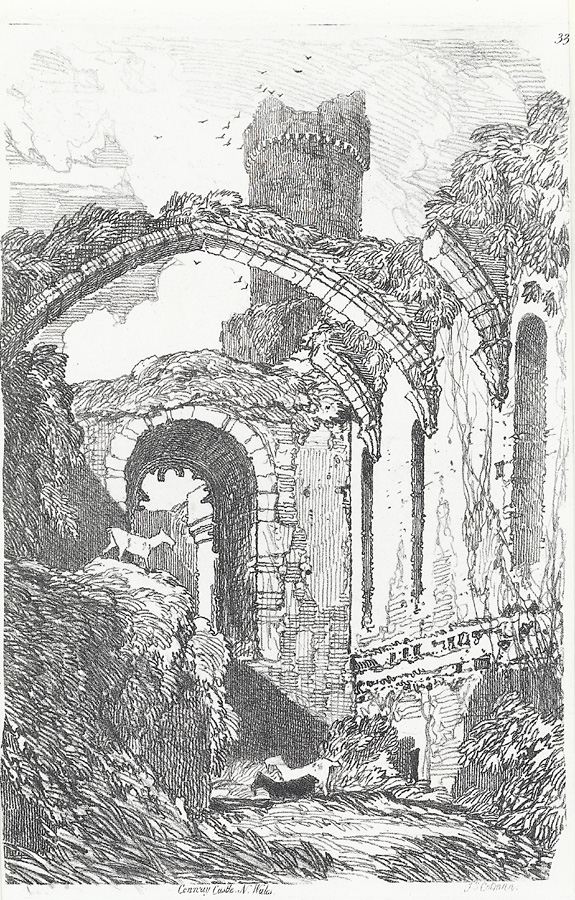
コンウィ城（1838年）
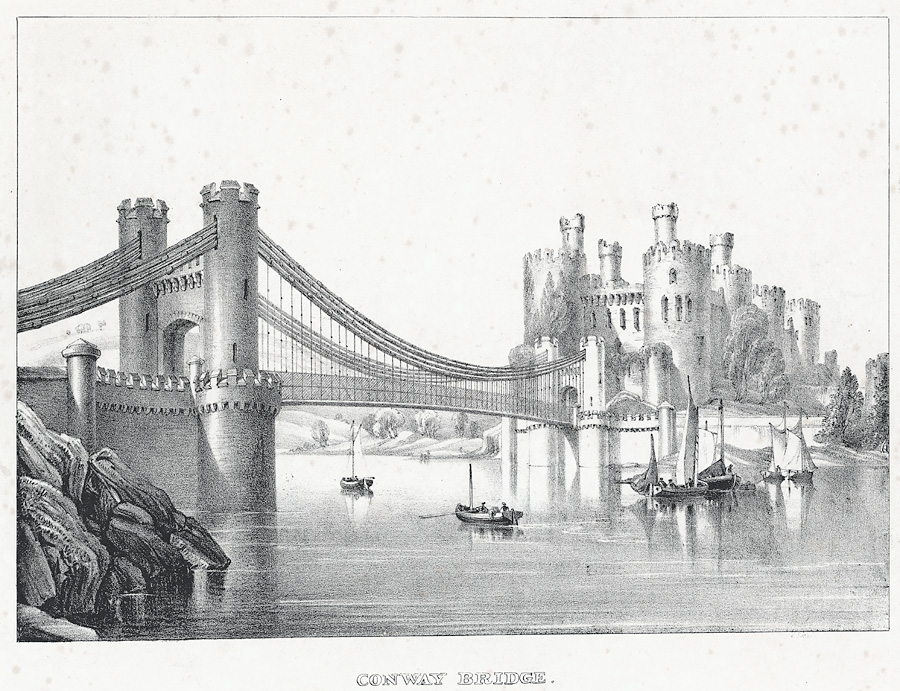
コンウィ橋と城（1840年頃）
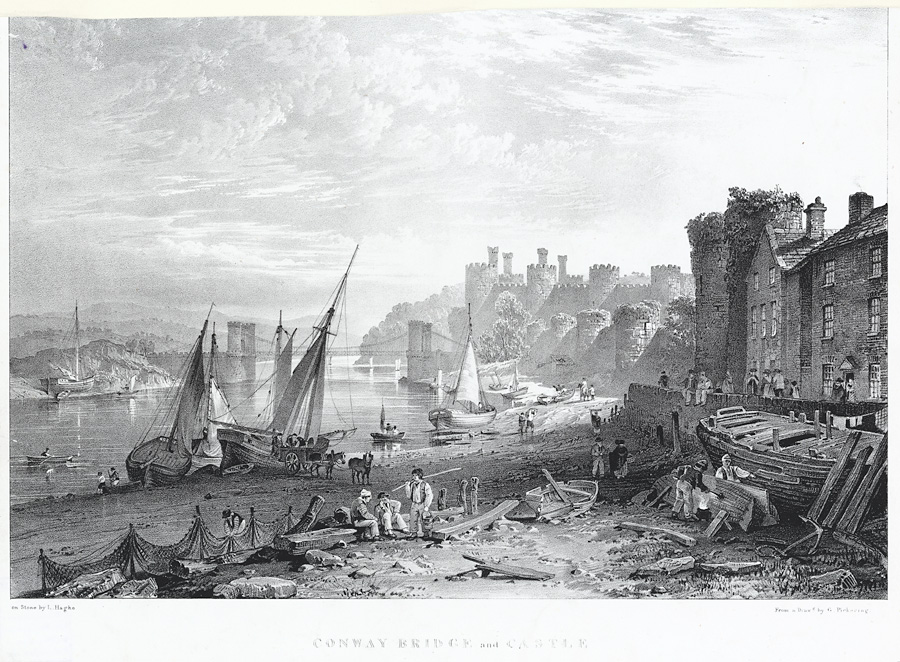
コンウィの河畔。背景は城と吊り橋（1850年頃）
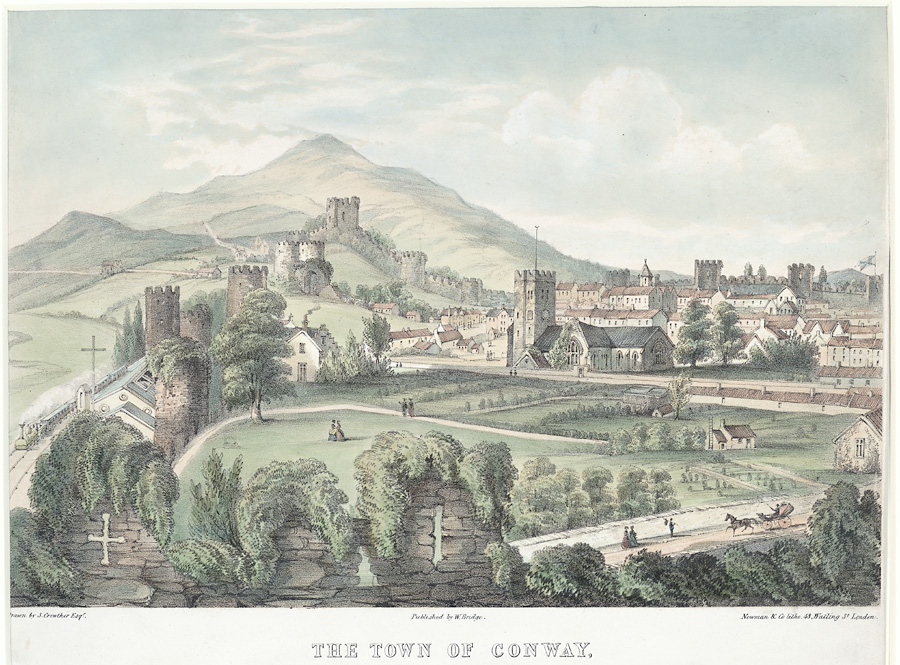
コンウィの町（1850年頃）
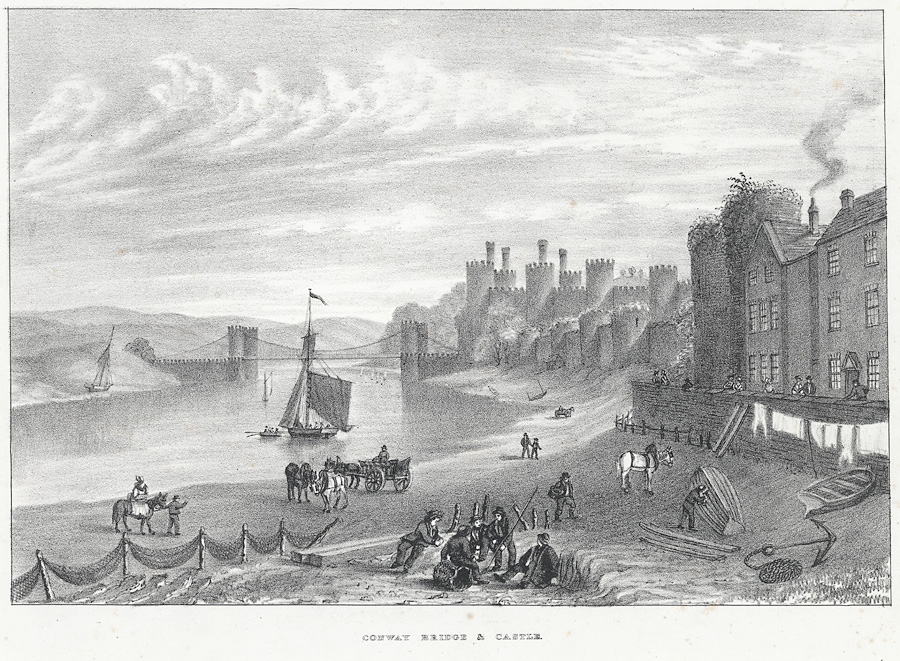
「コンウィ橋および城」1850年前後
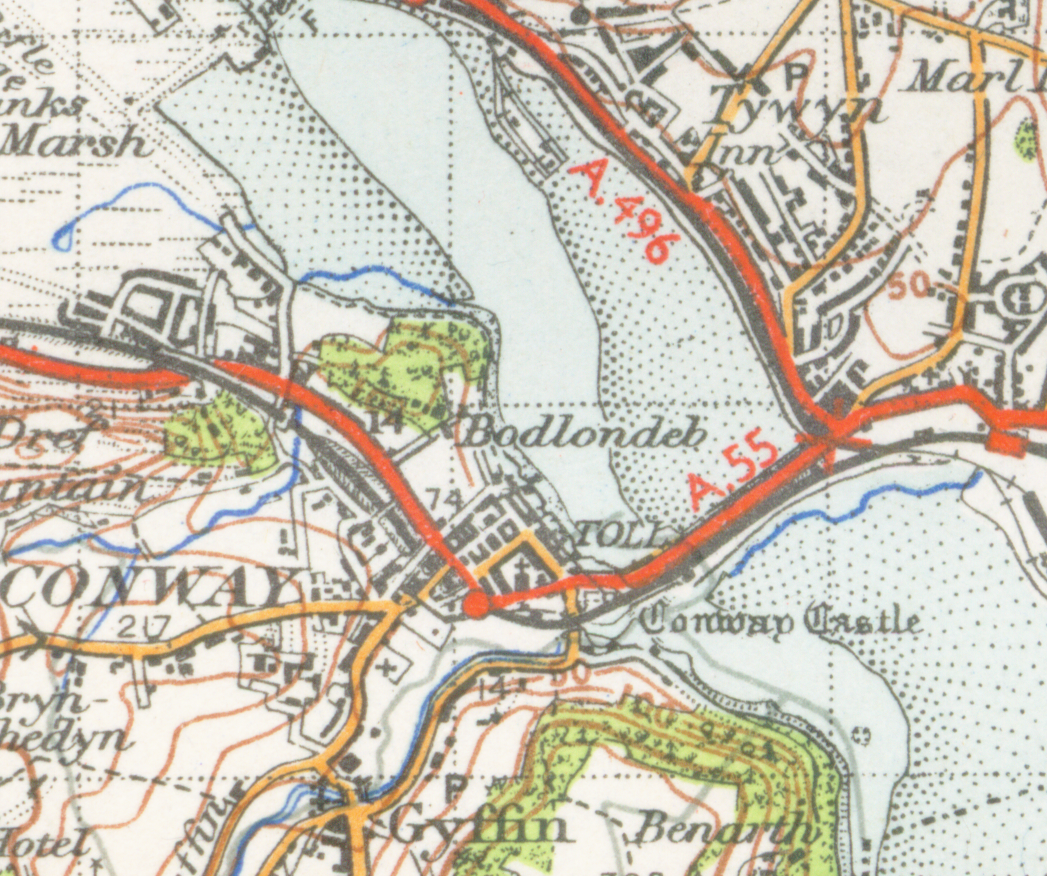
コンウィ市街図（1947年）
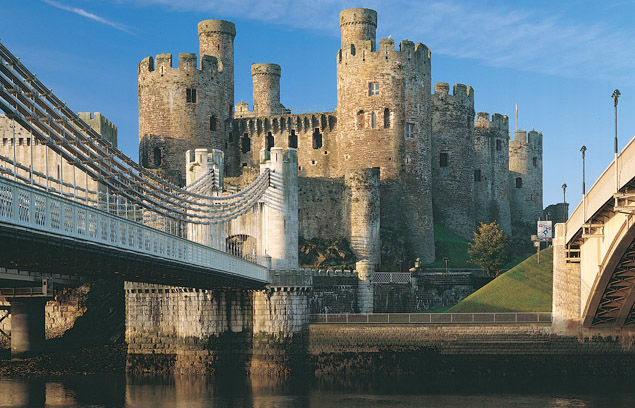
橋越しのコンウィ城（2007年）
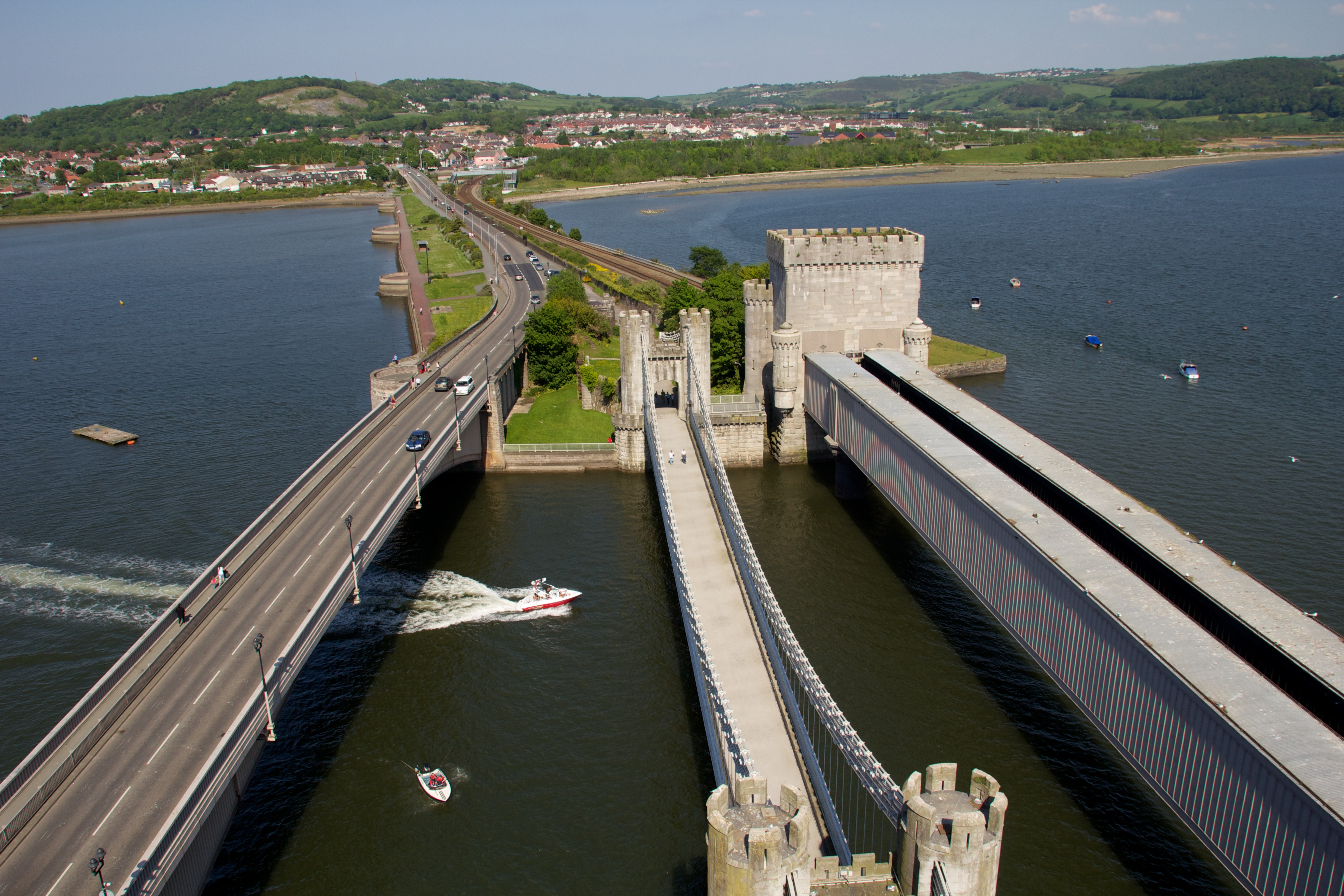
コンウィにいたる橋、2012年時点

## 参考資料
脚注の典拠。主な執筆者名の50音順。
- 『大辞泉』小学館、[要ページ番号]。

## 関連資料
本文の脚注にないもの。発行年順。
- 編集部「北ウェールズを扼する堅城 コンウィ城」『歴史群像』第7巻第2号 (34)、ワン・パブリッシング（編）、学習研究社、1998年5月、p30-32。doi:10.11501/7968062（コマ番号0020.jp2）、 国立国会図書館限定。
- 「14. ウェールズ §§コンウィ、バンゴール、カーナーヴォン―ウェールズ北部の町」『イギリス文化事典』イギリス文化事典編集委員会（編）、丸善出版、2014年、p692。全国書誌番号:22513540、ISBN 978-4-621-08864-7。
- ジョナサン・グランシー「ゴシック §§コンウィ城」『世界建築大全 = Architecture a visual history : より深く楽しむために』山田雅夫（日本語版監修）、日東書院本社、2016年、p192。全国書誌番号:22814018、ISBN 978-4-528-02004-7。原題は『Eyewitness Companions：Architecture』。